# Det Sudanske Folks Befrielses Hær
Sudan People's Liberation Army/Movement eller Det Sudanske Folks Befrielses Hær/Bevægelse har som formål at skabe en uafhængig stat, Sydsudan. Dette er med en folkeafstemning opnået pr. 9. juli 2011 og herefter anerkendt af FN 14. juli 2011. SPLA/SPLM ledes af Salva Kiir Mayardit.